# Moondance

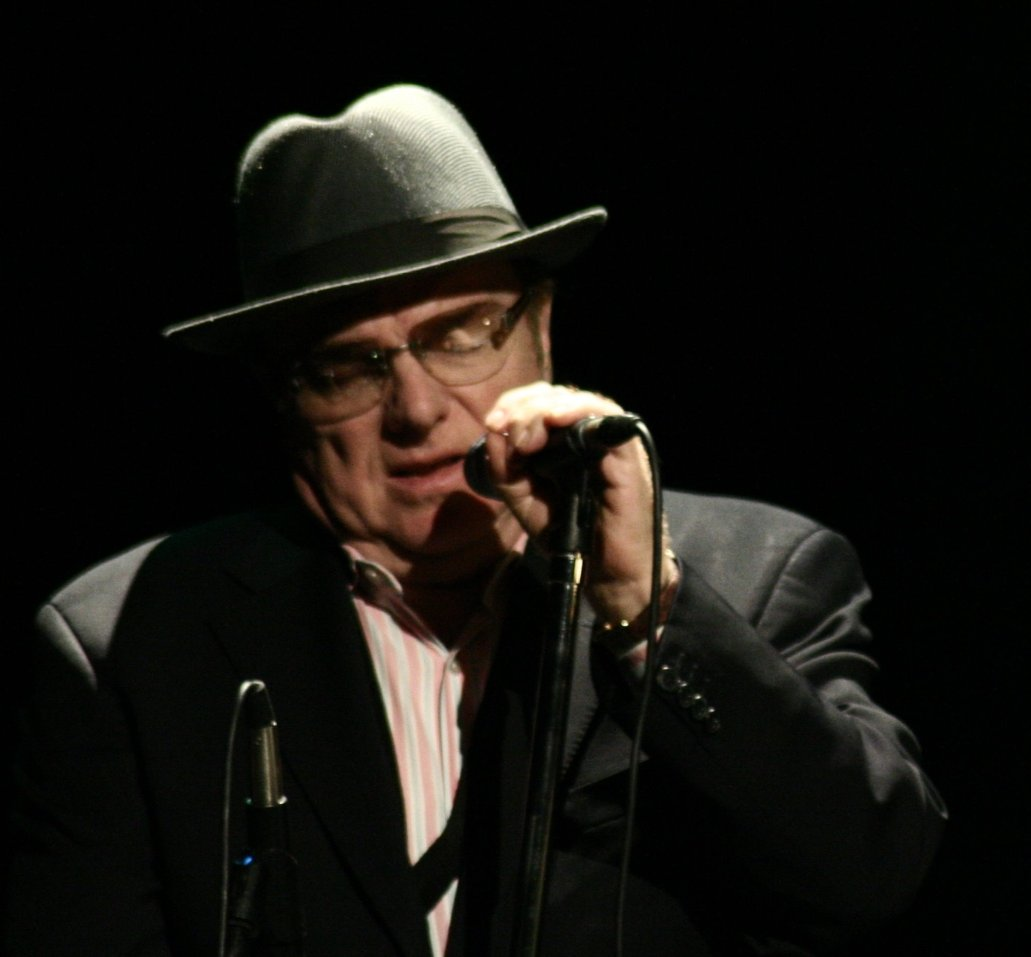
Van Morrison el 2007-02-22

Moondance -En españolː Baile lunar- es el tercer álbum de estudio del músico norirlandés Van Morrison, publicado por Warner Bros. Records en febrero de 1970. Representó el primer trabajo completamente producido por Morrison, en el cual además mezcló distintos géneros musicales como el R&B, el folk y el jazz, de forma semejante a su predecesor, Astral Weeks (1968).
Tras su publicación, Moondance obtuvo un éxito superior a su predecesor y alcanzó el puesto veintinueve en la lista estadounidense Billboard 200, mientras que el sencillo «Come Running» se alzó hasta el puesto 39 de las listas de sencillos. En 2003, la revista musical Rolling Stone emplazó al álbum en el puesto 65 de la lista de los 500 mejores álbumes de todos los tiempos.
En su primera publicación en formato vinilo, la portada del álbum podía desplegarse, revelando una fábula escrita por la mujer de Morrison, Janet Planet. La fábula hacía referencia a un joven hombre y a sus dones. La foto de portada fue tomada por Elliot Landy, fotógrafo oficial del Festival de Woodstock en 1969.
En el 2020 el álbum fue ubicado en el puesto 120 de los 500 mejores álbumes de todos los tiempos, por la revista estadounidense Rolling Stone.

## Trasfondo
Astral Weeks, el primer trabajo de Morrison con Warner Bros. Records, obtuvo un amplio reconocimiento de la prensa musical. Sin embargo, los resultados comerciales fueron pobres: el álbum alcanzó el puesto 140 en la lista de discos más vendidos del Reino Unido y no entró en la lista de éxitos de los Estados Unidos. En consecuencia, el músico obtuvo un escaso rédito económico. Según Morrison: «Me di cuenta de que el álbum había sido un éxito creativo y musical. Pero al mismo tiempo me moría de hambre. De modo que me encontraba entre la espada y la pared. No tenía dinero ni prácticamente nada que llevarme a la boca. La aclamación de la crítica está bien, pero, en fin, el dinero no está relacionado con eso, así que... En el siguiente álbum fue cuando me di cuenta de que o creaba algo relacionado con el rock o me moría de hambre».
En el mismo sentido, el músico comenzó a tener un creciente interés por controlar todos los aspectos creativos, artísticos y productivos de su trabajo, desde la grabación hasta su distribución y promoción. Tras sufrir reveses empresariales con Bang Records, sello con quien grabó Blowin' Your Mind! (1967), Morrison comenzó a experimentar los mismos problemas con Warner Bros. Al respecto, comentó: «Astral Weeks vendió un poco, pero además no todo el dinero fue a parar a mis manos. Cosas que pasan, ya sabes. De modo que tuve que olvidarme del aspecto artístico y ponerlo a un lado, porque no tenía sentido desde el punto de vista práctico». En un momento durante las sesiones de Moondance, Mary Martin, posterior representante del músico, amenazó a Warner Bros. con frenar la grabación del álbum para ayudar a Morrison a tomar el control artístico y económico de su trabajo.
Tras la publicación de Astral Weeks, Morrison trasladó su residencia a Woodstock, un pequeño pueblo cerca de Nueva York donde también residían Bob Dylan y varios miembros de The Band. La grabación de Moondance coincidió además con un periodo en el que el músico estabilizó su relación con Janet Planet, su primera esposa. Fruto de su relación, en abril de 1970 nació Shannon Caledonia, la primera y única hija de la pareja. El apellido Caledonia hace referencia al nombre que los romanos pusieron a las tierras del norte de Escocia, un lugar utilizado frecuentemente en las canciones del cantante. Sobre su vínculo con Caledonia, Morrison comentó: «Solo sé que [Caledonia] era el nombre antiguo de Escocia. Muchos habitantes de Irlanda del Norte se fueron a vivir a Escocia y viceversa. Así que intercambiaron espacios, o algo parecido, de modo que muchos irlandeses del norte descienden de escoceses. Mi nombre indica que también lo soy, así que tengo antepasados irlandeses y escoceses».

## Grabación
Morrison comenzó a componer las canciones de Moondance diez meses después de la publicación de Astral Weeks (1968), una vez trasladada su residencia a Woodstock. Las sesiones de grabación, que tuvieron lugar entre los Mastertone Studios de la calle 42 y los A&R Studios de Nueva York, comenzaron el 30 de julio de 1969. Con los arreglos musicales en mente, Morrison comenzó a grabar Moondance con una banda embrión de la posterior Caledonia Soul Orchestra, integrada por John Klinberg al bajo, John Platania a la guitarra, Jeff Labes al piano y Guy Masson a la percusión. La banda contó también con una sección de vientos integrada por Jack Schrorer al saxofón y Collin Tilton a la flauta, así como con los coros de The Sweet Inspirations (Jackie Verdell, Emily Houston y Judy Clay), quienes volvieron a trabajar con Morrison en His Band and the Street Choir (1970).
Durante las jornadas en el estudio, Morrison volvió a ofrecer un amplio grado de libertad a sus músicos a la hora de grabar. Sin partituras, motivó al grupo a que improvisara a medida que les enseñaba la estructura básica de las canciones, de forma similar a su anterior álbum. Sin embargo, y a diferencia de lo ocurrido en Astral Weeks, comenzó a controlar progresivamente todo el proceso de producción musical y participó en las mezclas del álbum, desplazando a Lewis Merenstein en su trabajo como productor. Sobre su decisión de controlar la producción de sus discos, Morrison comentó: «Nadie sabía lo que estaba buscando salvo yo, de modo que lo hice». Merenstein, quien figuró como productor ejecutivo en los créditos del álbum, también contrató a Richard Davis, Jay Berliner y Warren Smith, procedentes de las sesiones de Astral Weeks, para que grabaran con Morrison. Sin embargo, los músicos nunca llegaron a participar en la grabación de Moondance. Según Platania: «[Morrison] manipuló la situación... y se deshizo de todos ellos. Por alguna razón, no quería a esos músicos».

## Recepción
Tras su publicación, gran parte de la prensa musical recibió Moondance como un nuevo logro musical de Van Morrison. El crítico Ralph Gleason de San Francisco Chronicle escribió: «Es a causa de la calidad de su sonido que el impacto de Van Morrison llega con mayor intensidad. Él gime como los músicos de jazz, como los gitanos, como los escotos y como los cantantes de folk de todas las culturas. Tiene una cualidad tan intensa que realmente te engancha, te transporta junto a su voz mientras crece y decae». Por otra parte, Jason Ankeny escribió en Allmusic: «El brillante Moondance es tan clásico como su predecesor. El primer éxito comercial de Morrison, retiene la profundidad espiritual de su antecesor pero trasciende su sobriedad e intensidad catártica para, en su lugar, explorar temas de redención y renovación».
En el mismo sentido, Jon Landau consideró como único fallo de Moondance la perfección. Según Landau: «Las cosas estaban tan en su sitio que me hubiese gustado tener más espacio para respirar. Morrison tiene una gran voz y en Moondance encontró un hogar para ella». En su crítica para Rolling Stone, Greil Marcus y Lester Bangs escribieron que Moondance era «Moondance es un álbum de invención musical y confidencia lírica; el fuerte estado de ánimo de "Into the Mystic" y la brillantez épica de "Caravan" le llevará a publicar nuevos discos que olvidaremos a los pocos años». Nick Butler de Sputnikmusic comentó en una reseña sobre el disco: «Aunque generalmente Astral Weeks recibe el visto bueno de la crítica, mi corazón siempre recae en Moondance. ¿Algún álbum abrió alguna vez con tres canciones tan brillantes como "And It Stoned Me", "Moondance" y "Crazy Love"? Bueno, sí, pero no muchos. Es más estructurado y directo que su predecesor, y de alguna manera se siente más suelto y libre. Es como la Sexta Sinfonía de Beethoven, se fija en el poder de la naturaleza, pero en lugar de simplemente sentarse con admiración, encuentra la espiritualidad y la redención en las cosas más básicas».
Años después de su primera publicación, Moondance continuó siendo uno de los trabajos de Morrison mejor valorados por la prensa musical y figuró en varias listas de los mejores discos de todos los tiempos. Entre otros premios, el álbum obtuvo el Premio del Salón de la Fama de los Grammy en 1999, y cuatro años después figuró en el puesto 65 de la lista de los 500 mejores álbumes de todos los tiempos según Rolling Stone. Otros medios de comunicación como el canal de televisión VH1 situaron al álbum en el puesto 32 de la lista de los mejores álbumes de todos los tiempos, mientras que los oyentes de la cadena de radio WXPN alzaron al álbum a la posición 201 en una lista similar elaborada en 2005. Un año después, el canal CNN publicó una lista con los cien mejores discos de todos los tiempos, en la que Moondance alcanzó el puesto 71. En diciembre de 2009, el álbum se situó en el puesto 11 de los mejores álbumes irlandeses de todos los tiempos en una encuesta elaborada por la revista Hot Press.

## En los medios de comunicación
Las dos canciones más conocidas del álbum, "Moondance" e "Into the Mystic", no obtuvieron resultados favorables como sencillos musicales, con la primera en el puesto 92. Por su parte, "Into the Mystic" no entró en las listas de éxitos. Aun así, las dos canciones se han convertido con el paso del tiempo en unánimes clásicos recopilados en posteriores álbumes de grandes éxitos.
Por otra parte, las canciones de Moondance han mantenido su popularidad hasta la fecha. Así, "Moondance" ha sido usada en las películas Un hombre lobo americano en Londres y August Rush. "Glad Tidings" fue usado en la quinta temporada de la serie de televisión Los Soprano, mientras que "Everyone" fue utilizada en la escena final y en los créditos de la película de Wes Anderson The Royal Tenenbaums.

## Reediciones
El 30 de septiembre de 2013, Warner Bros. Records publicó una edición deluxe de Moondance con cuatro CD y un Blu-Ray. Junto con el álbum original remasterizado, tres de los discos incluyeron tomas alternativas y descartes de las sesiones de grabación del álbum, además de remezclas, mientras que el Blu-Ray contiene el álbum con sonido estereofónico de alta resolución. Sin embargo, a los pocos días de que Warner Bros. anunciara la reedición de Moondance, Morrison desautorizó la publicación con el siguiente comunicado: «Ayer Warner Brothers comunicó: "Van Morrison reedita Moondance". Es importante que la gente sepa que es esencialmente incorrecto. Yo no he aprobado esto, no he dado la autorización y ha sido hecho a mis espaldas. Mi compañía de management en ese momento cedió esa música hace 42 años y ahora me siento como si me estuviesen robando de nuevo».

## Lista de canciones
Todas las canciones escritas y compuestas por Van Morrison.

| Cara A |                    |          |  |
| N.º    | Título             | Duración |  |
| 1.     | «And It Stoned Me» | 4:30     |  |
| 2.     | «Moondance»        | 4:35     |  |
| 3.     | «Crazy Love»       | 2:34     |  |
| 4.     | «Caravan»          | 4:57     |  |
| 5.     | «Into the Mystic»  | 3:25     |  |

| Cara B |                       |          |  |
| N.º    | Título                | Duración |  |
| 1.     | «Come Running»        | 2:30     |  |
| 2.     | «These Dreams of You» | 3:50     |  |
| 3.     | «Brand New Day»       | 5:09     |  |
| 4.     | «Everyone»            | 3:31     |  |
| 5.     | «Glad Tidings»        | 3:42     |  |

## Personal
| Músicos - Van Morrison: guitarra, saxofón, pandereta, teclados y voz - Judy Clay: coros - Emily Houston: coros - John Klingberg: bajo - Jeff Labes: órgano, piano, teclados, percusión y clavinet - Gary Mallaber: batería, percusión y vibráfono - Guy Masson: conga - John Platania: guitarra rítmica - David Shaw: clarinete y percusión - Jack Schroer: saxofón alto, saxofón soprano y piano - Collin Tilton: saxofón tenor y flauta - Jackie Verdell: coros | Equipo técnico - Lewis Merenstein: productor musical - Steve Friedberg: ingeniero de sonido - Elliot Landy: fotografía - Tony May: ingeniero de sonido - Elliot Scheirer: ingeniero de sonido - Neil Schwartz: ingeniero de sonido - Shelly Yakus: ingeniero de sonido - Bob Cato: diseño |

## Posición en listas
| Año  | País           | Lista                    | Posición |
| ---- | -------------- | ------------------------ | -------- |
| 1970 | Estados Unidos | Billboard 200            | 29       |
| 1970 | Noruega        | Norwegian Albums Chart   | 19       |
| 1970 | Nueva Zelanda  | New Zealand Music Charts | 36       |
| 1970 | Países Bajos   | Mega Albums Top 100      | 9        |
| 1970 | Reino Unido    | UK Albums Chart          | 32       |

| Sencillo       | País           | Lista             | Posición |
| -------------- | -------------- | ----------------- | -------- |
| «Come Running» | Estados Unidos | Billboard Hot 100 | 39       |
| «Moondance»    | Estados Unidos | Billboard Hot 100 | 92       |

## Certificaciones
| Fecha               | País           | Organismo certificador | Certificación | Ventas certificadas |
| ------------------- | -------------- | ---------------------- | ------------- | ------------------- |
| 22 de julio de 2013 | Reino Unido    | BPI                    | Oro           | 100 000             |
| 1 de mayo de 1996   | Estados Unidos | RIAA                   | Platino (x3)  | 3 000 000           |